# جيمس ماكبرايد (كاتب)
جيمس ماكبرايد (بالإنجليزية: James McBride)‏ (11 سبتمبر 1957، بروكلين في الولايات المتحدة)؛ صحفي، عازف جاز، كاتب سيناريو وروائي أمريكي.

## روابط خارجية
- جيمس ماكبرايد على موقع IMDb (الإنجليزية)
- جيمس ماكبرايد على موقع ألو سيني (الفرنسية)
- جيمس ماكبرايد على موقع أول موفي (الإنجليزية)
- جيمس ماكبرايد على موقع قاعدة بيانات الفيلم (الإنجليزية)
- جيمس ماكبرايد على موقع كينوبويسك (الروسية)